# Silas Howard
Pour les articles homonymes, voir Howard.
Silas Howard est un réalisateur, scénariste et acteur américain.

## Filmographie

### Au cinéma

#### Acteur
- 1998 : Blue Diary
- 2001 : By Hook or by Crook : Shy
- 2006 : The Perfect Ones
- 2008 : Don't Mess with Texas
- 2017 : Happy Birthday, Marsha!

#### Réalisateur
- 2001 : By Hook or by Crook
- 2005 : Frozen Smile
- 2006 : What I Love About Dying
- 2006 : Zero to Hero
- 2007 : How Do I Say This?
- 2009 : Blink
- 2012 : Sunset Stories
- 2013 : Valencia
- 2014 : Golden Age of Hustlers
- 2014 : Sticks & Stones
- 2017 : More Than T
- 2018 : A Kid Like Jake

#### Monteur
- 2005 : Frozen Smile

#### Producteur
- 2001 : By Hook or by Crook
- 2009 : Brainstorm
- 2013 : Tableau
- 2018 : Pose

#### Ingénieur du son
- 2013 : Immigrant High

#### Scénariste
- 2001 : By Hook or by Crook
- 2005 : Frozen Smile
- 2006 : Zero to Hero
- 2007 : How Do I Say This?
- 2009 : Blink
- 2014 : Sticks & Stones

### À la télévision

#### Réalisateur
- 2009 : Brainstorm (série télévisée, 8 épisodes)
- 2013 : Hudson Valley Ballers (série télévisée, 14 épisodes)
- 2016 : Faking It (série télévisée, 1 épisode)
- 2016 : The Fosters (série télévisée, 1 épisode)
- 2015 : Transparent (série télévisée, 3 épisodes)
- 2016 : This Is Us (série télévisée, 1 épisode)
- 2018 : Step Up: High Water (série télévisée, 1 épisode)
- 2018 : Pose (série télévisée, 1 épisode)
- 2019 : Dickinson (série télévisée) (série télévisée, 4 épisodes)
- 2022 : A League of their own (série télé) (1 épisode)

## Récompenses et distinctions
- (en) Silas Howard: Awards, sur l'Internet Movie Database